# Trollheimen
Trollheimen es una cadena montañosa situada en los condados de Møre og Romsdal y Sør-Trøndelag en el centro de Noruega. La cordillera es parte de los Alpes escandinavos.

## Etimología
El nombre ('el hogar de los troles') fue propuesto por Håkon Løken y utilizado por Trondhjems Turistforening en la década de 1880, y se lo considera un "nombre turístico" (antes no existía un nombre solo para toda la cadena). Ahora Trollheimen es el nombre común en Noruega de esta cordillera.

## Topografía y clima
Trollheimen a menudo es considerada como la cordillera montañosa más variada de Noruega por varias razones. Las montañas de la parte occidental son de forma alpina, con picos puntiagudos y valles estrechos y escarpados. Las montañas del este son menos escarpadas, predominan las formas más redondeadas, y los valles son más anchos y llevan la marca de haber sido creados por los glaciares. El clima va desde el clima más oceánico en el oeste a un clima continental considerablemente más seco en los valles orientales, debido a que están protegidos por montañas. Los valles en Trollheimen están a una altitud de solo 500-800 metros (1600-2600 pies) y generalmente están cubiertos de bosques, y muchos se utilizan como pastos (No: Seterdrift). También hay varios lagos grandes, como el Gjevilvatnet en el este, cerca de Oppdal, y el Gråsjøen y Foldsjøen en la parte norte.

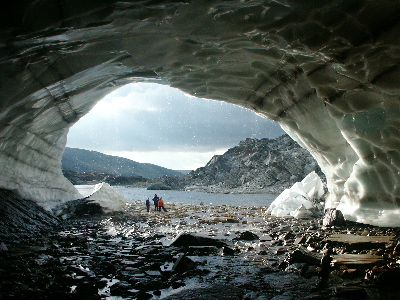
Speilsalen, una formación natural del glaciar, a fines del verano. La cueva se derrumbó en el verano de 2007.
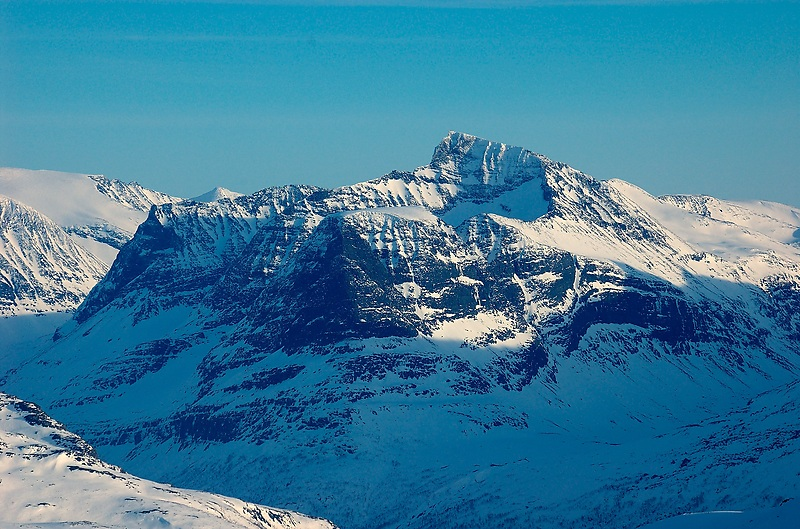
Monte Såtbakkollen
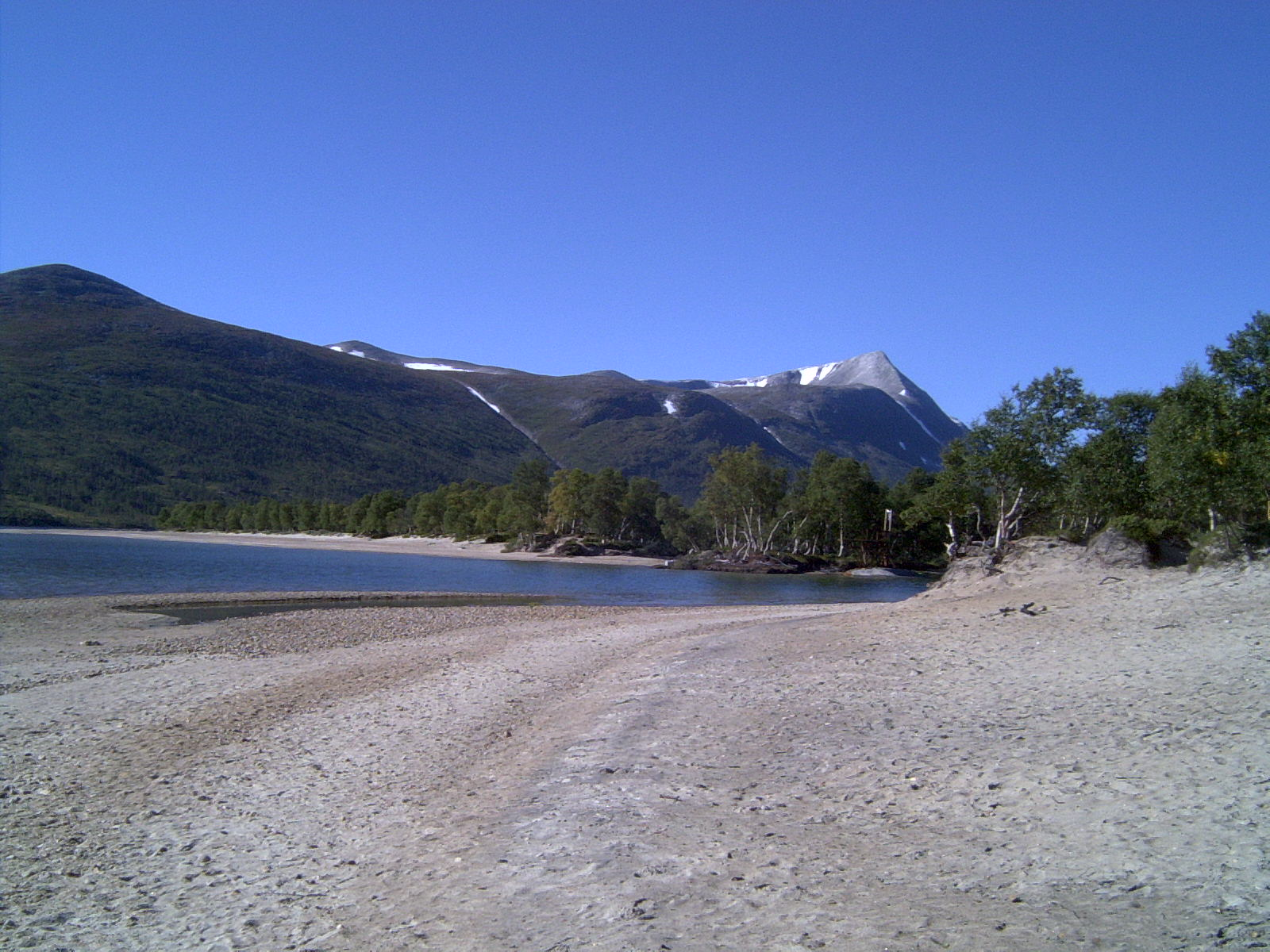
Gjevilvatnet con la playa de Raudøra, cerca de Gjevilvasshytta. La montaña a la derecha es Okla, municipio de Oppdal.
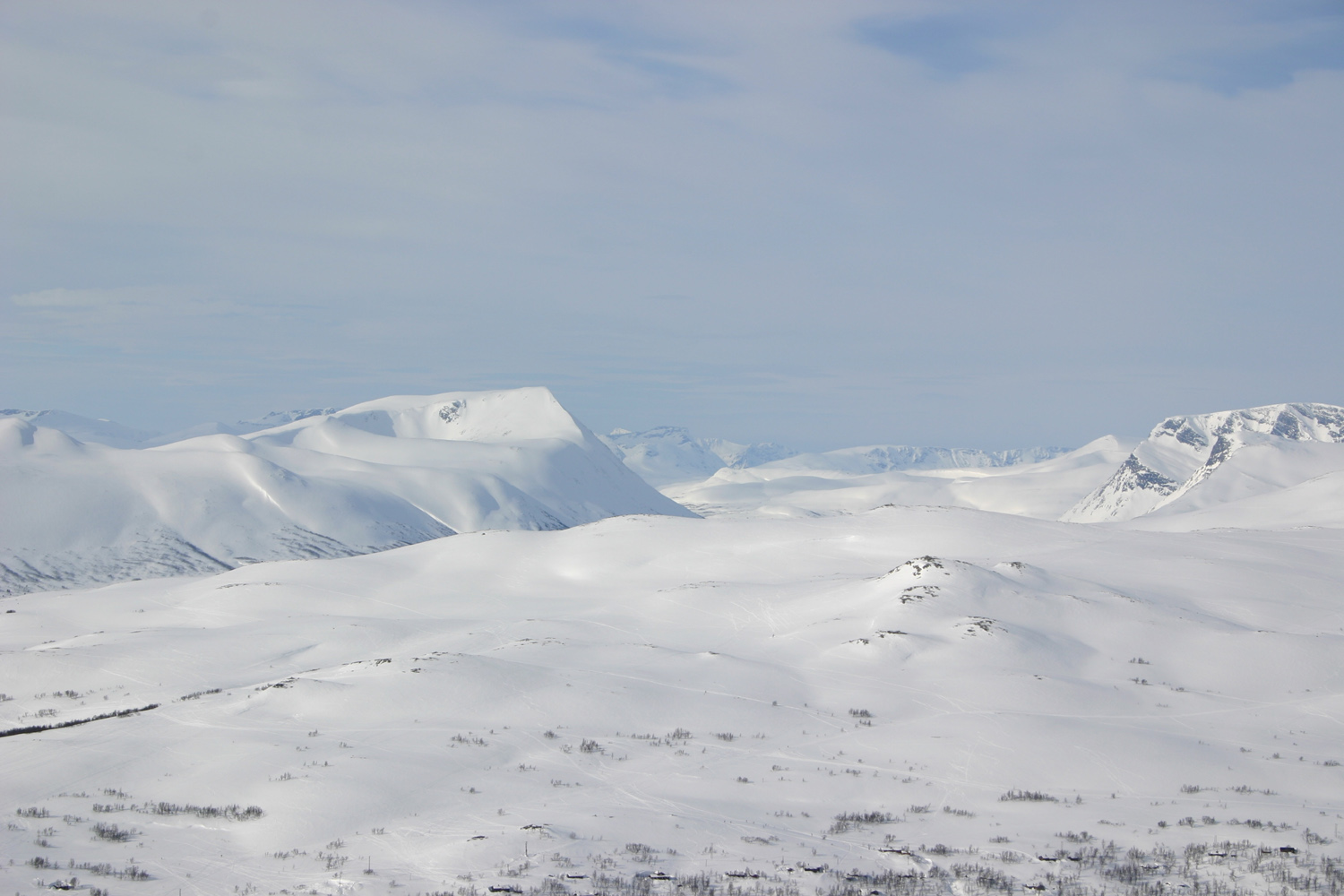
Trollheimen en invierno

Los picos más altos se encuentran en la parte suroeste: Trolla (1.850 m), Dronningkrona (1.816 m, 5.958 pies), Kongskrona (1.818 m, 5.965 pies), Såtbakkollen (1.840 m, 6.037 pies), Storsomrungnebba (1.799 m, 5.902 pies). En la parte norte y este, los más altos son Snota (1,668 m, 5,72 pies), Trollhetta (1,616 m, 5,302 pies) y Blåhø (1,671 m, 5,482 pies). En el sureste está Kråkvasstind (1.700 m, 5.577 pies).

## Flora
Trollheimen es conocido por los botánicos por la diversidad de la flora alpina, debido a su suelo rico en nutrientes y al clima variado dentro de la cordillera. Una de las plantas alpinas raras en Trollheimen es Artemisia norvegica. Aproximadamente 1,160 km² de esta área está declarada reserva natural. En medio de la zona se encuentra la reserva forestal de Svartåmoen, con bosques de pinos inalterados, mezclados con abedules. Innerdalen, en la parte occidental, fue la primera reserva natural de Noruega, y a menudo se describe como el valle más hermoso de Noruega.

## Entretenimiento

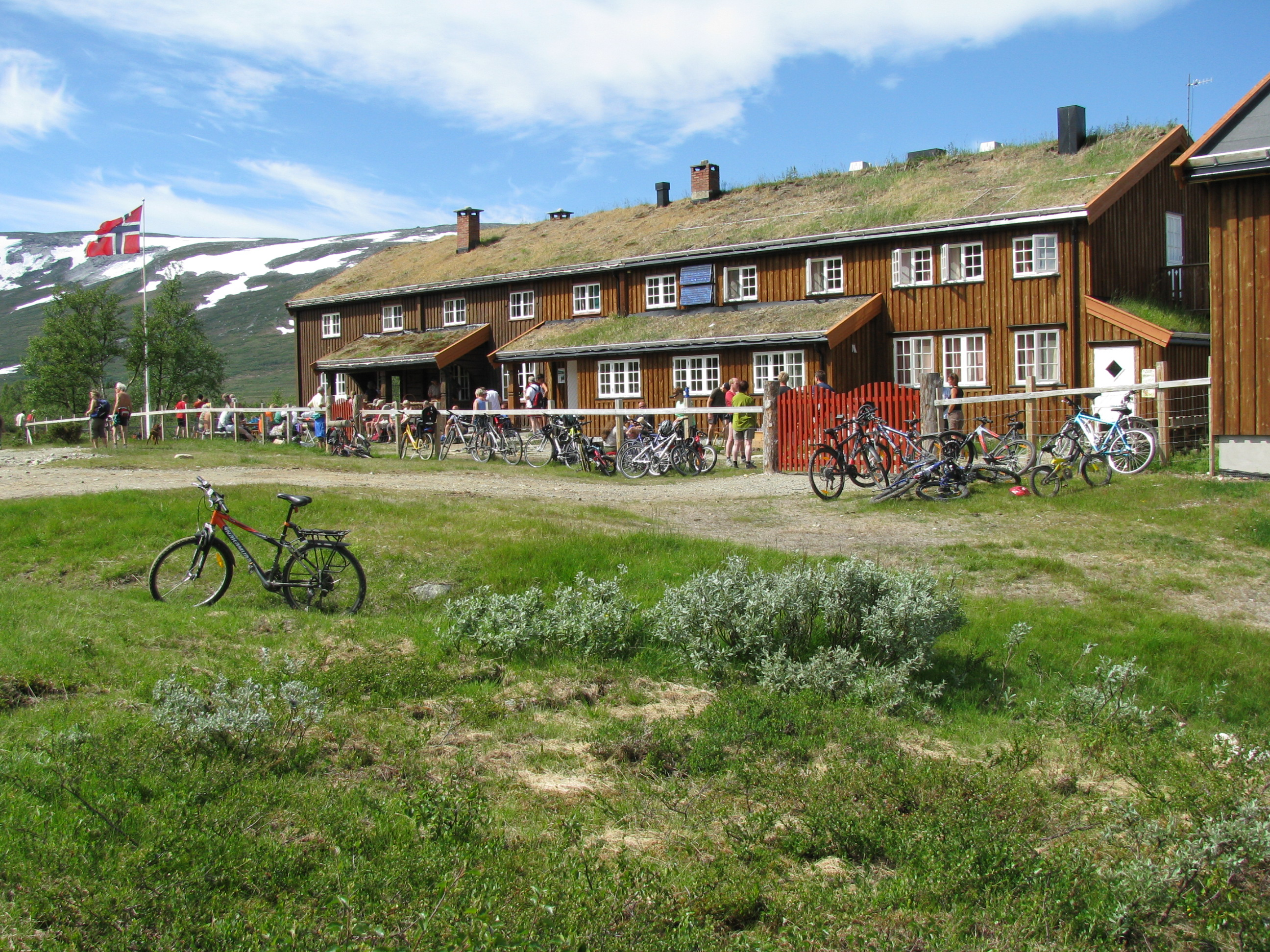
Jøldalshytta, uno de los varios lugares de veraneo que existen.

El "Triángulo" (No: Trekanten) es una ruta entre los tres refugios de montaña (Gjevilvasshytta, Jøldalshytta y Trollheimshytta) cada una separada por una ruta bastante larga de unas 7 - 9 horas. Es posible elegir una ruta que cubra los tres picos de Trollhetta, una caminata espectacular (pero larga) comparable a la ruta de Besseggen en Jotunheimen. La ruta a la cima de Snota está considerada como una de las más bellas de Noruega. Hay truchas en la mayoría de los lagos.
Excepto en invierno, se puede llegar a Gjevilvasshyta en coche, mientras que Jøldalshytta se encuentra a 4 km de la carretera más cercana (Jølhaugen). Trollheimshytta está bastante apartado de cualquier carretera, en el verano se puede aparcar en Gråsjøen y caminar de 11 a 12 km. Hay varios otros alojamientos más pequeños también, y muchas más rutas señaladas. Trondheim está aproximadamente a una hora en auto desde la parte más cercana de la cordillera (Jølhaugen o Resvatn). Gjevilvasshytta es el alojamiento más antiguo de la DNT en Noruega, hecho de madera desde 1739, y considerado como uno de los más bonitos.

## Arqueología
Trollheimen parece ser una de las primeras áreas en Noruega que quedó libre de hielo al final de la última edad de hielo. Hay señales de gente de la Edad de Piedra que usó las montañas como zona de caza, particularmente "vallas" de piedra usadas para dirigir rebaños de renos asustados hacia los acantilados, donde algunos caerían y morirían. Estas "vallas" parecen ser muy antiguas, ya que algunos ángulos parecen haber sido bloqueados por los restos de la capa de hielo. Por lo tanto, estos cazadores podrían haber estado entre la primera ola de humanos que migraron a Noruega. Además, desde 1997 ha habido muchos veranos inusualmente largos y cálidos, y los glaciares en Trollheimen y Dovre se han retirado, quedando al descubierto muchas puntas de flecha prehistóricas. Algunos tienen 4.000 años o más, pero la mayoría tiene entre 1.000 y 2.000 años. Estos cazadores probablemente emigraron a los fiordos del oeste (Sunndalsfjord, Surnadalsfjord, Todal) para evitar los duros inviernos.
Se recomienda a las personas que caminan cerca de los glaciares a fines del verano y el otoño que estén atentos por si encuentran artefactos prehistóricos.